# Nikita Sergejewitsch Sadorow
Nikita Sergejewitsch Sadorow (russisch Никита Сергеевич Задоров; englische Transkription: Nikita Sergeevich Zadorov; * 16. April 1995 in Moskau) ist ein russischer Eishockeyspieler, der seit Juli 2024 bei den Boston Bruins in der National Hockey League unter Vertrag steht. Zuvor verbrachte der Verteidiger fünf Jahre bei der Colorado Avalanche und war jeweils kurzzeitig bei den Buffalo Sabres, Chicago Blackhawks, Calgary Flames und Vancouver Canucks aktiv.

## Karriere

### Jugend
Nikita Sadorow wurde in Moskau geboren und durchlief dort die Jugendabteilungen des HK ZSKA Moskau, bis er in der Saison 2011/12 für die mit dem ZSKA assoziierte Krasnaja Armija (dt.: „Rote Armee“) Moskau in der Molodjoschnaja Chokkeinaja Liga spielte, der Nachwuchsspielklasse der Kontinentalen Hockey-Liga. Zudem nahm er über den Jahreswechsel an der World U-17 Hockey Challenge 2012 teil und gewann dort mit der russischen Auswahl die Goldmedaille, ehe er auch zum Aufgebot bei der U18-Weltmeisterschaft 2012 gehörte und dort mit dem Team den fünften Platz belegte. Nach der Spielzeit wurde Sadorow vom HK ZSKA Moskau im KHL Junior Draft 2012 an vierter Position ausgewählt, jedoch entschloss er sich zu einem Wechsel in die kanadische Ontario Hockey League (OHL), deren London Knights den Verteidiger im CHL Import Draft 2012 an neunter Stelle gezogen hatten.
Nach einem erneuten fünften Platz beim Ivan Hlinka Memorial Tournament 2012 absolvierte Sadorow seine erste OHL-Saison, an deren Ende er mit den Knights direkt den J. Ross Robertson Cup gewann. Ferner wählte man den Russen ins First All-Rookie Team der OHL, bevor er im anschließenden NHL Entry Draft 2013 an neunter Position von den Buffalo Sabres ausgewählt wurde.

### NHL
Die Buffalo Sabres statteten ihn im September gleichen Jahres mit einem Einstiegsvertrag aus, woraufhin der Abwehrspieler mit Beginn der Saison 2013/14 direkt in der National Hockey League (NHL) debütierte. Nach sieben Einsätzen und einem Torerfolg schickten ihn die Sabres jedoch zu den Knights in die OHL zurück, um ihm weitere Spielpraxis zu gewähren. Über den Jahreswechsel vertrat er sein Land bei der U20-Weltmeisterschaft 2014 erstmals auf U20-Niveau und gewann dabei mit der russischen Mannschaft die Bronzemedaille, wobei er ins All-Star Team des Turniers berufen wurde. In seinem zweiten und letzten OHL-Jahr kam Sadorow auf 30 Scorerpunkte in 36 Spielen und wurde am Saisonende ins Second All-Star Team der Liga gewählt.
Mit Beginn der Spielzeit 2014/15 gehörte Sadorow fest zum NHL-Aufgebot der Sabres und kam im Laufe der Saison auf 60 Einsätze, wobei er 15 Scorerpunkte verbuchte und somit alle Rookies der Sabres (gemeinsam mit Nicolas Deslauriers) anführte. Im Juni 2015 gaben ihn die Sabres samt Michail Grigorenko, J. T. Compher und einem Zweitrunden-Wahlrecht im NHL Entry Draft 2015 an die Colorado Avalanche ab, wobei im Gegenzug Ryan O’Reilly und Jamie McGinn nach Buffalo wechselten. Bei der Avalanche konnte sich Sadorow keinen sofortigen Stammplatz erarbeiten und absolvierte daher neben 22 NHL-Einsätzen auch 52 Spiele beim Farmteam der Avalanche in der American Hockey League, den San Antonio Rampage. Mit Beginn der Saison 2016/17 etablierte sich der Russe allerdings im NHL-Aufgebot Colorados.
Nach fünf Jahren in Colorado wurde Sadorow im Oktober 2020 samt Anton Lindholm an die Chicago Blackhawks abgegeben. Im Gegenzug erhielt die Avalanche Brandon Saad und Dennis Gilbert. Nach einer Saison in Chicago wurde er bereits im Juli 2021 im Tausch für ein Drittrunden-Wahlrecht im NHL Entry Draft 2022 zu den Calgary Flames transferiert. In Calgary unterzeichnete er im Juli 2022 einen neuen Zweijahresvertrag mit einem Gesamtvolumen von 7,5 Millionen US-Dollar. Den Vertrag erfüllte der Russe in Calgary jedoch nicht, da er im November 2023 einen Wechsel erbat und so Ende des Monats im Tausch für ein Drittrunden-Wahlrecht im NHL Entry Draft 2026 sowie einem konditionales Fünftrunden-Wahlrecht im NHL Entry Draft 2025 an die Vancouver Canucks abgegeben wurde.
In Vancouver beendete der Russe die Saison 2023/24 und wechselte anschließend im Juli 2024 als Free Agent zu den Boston Bruins. Dort unterzeichnete er einen neuen Sechsjahresvertrag, der ihm ein durchschnittliches Jahresgehalt von fünf Millionen US-Dollar einbringen soll.

## Erfolge und Auszeichnungen
- 2013 Teilnahme am CHL Top Prospects Game
- 2013 J.-Ross-Robertson-Cup-Gewinn mit den London Knights
- 2013 OHL First All-Rookie Team
- 2014 OHL Second All-Star Team

### International
- 2012 Goldmedaille bei der World U-17 Hockey Challenge
- 2014 Bronzemedaille bei der U20-Junioren-Weltmeisterschaft
- 2019 Bronzemedaille bei der Weltmeisterschaft

## Karrierestatistik
Stand: Ende der Saison 2024/25

### International
Vertrat Russland bei:
| - World U-17 Hockey Challenge 2012 - U18-Junioren-Weltmeisterschaft 2012 - Ivan Hlinka Memorial Tournament 2012 | - U20-Junioren-Weltmeisterschaft 2014 - Weltmeisterschaft 2019 - Weltmeisterschaft 2021 |

(Legende zur Spielerstatistik: Sp oder GP = absolvierte Spiele; T oder G = erzielte Tore; V oder A = erzielte Assists; Pkt oder Pts = erzielte Scorerpunkte; SM oder PIM = erhaltene Strafminuten; +/− = Plus/Minus-Bilanz; PP = erzielte Überzahltore; SH = erzielte Unterzahltore; GW = erzielte Siegtore; 1 Play-downs/Relegation; Kursiv: Statistik nicht vollständig)